# Rolfosteus canningensis
Il rolfosteo (Rolfosteus canningensis) è un pesce estinto, appartenente ai placodermi. Visse nel Devoniano superiore (circa 350 milioni di anni fa) e i suoi resti sono stati ritrovati in Australia, nella formazione Gogo.

## Descrizione
Lungo appena 15 centimetri, questo pesce era dotato di robuste placche nella parte anteriore del corpo, come la maggior parte dei placodermi. Le mascelle erano dotate di piastre taglienti che andavano a formare un becco simile a quello di una tartaruga, in grado di tagliare a pezzi le prede. La caratteristica più inusuale di Rolfosteus era data dal muso notevolmente allungato, che misurava fino a 7 centimetri di lunghezza. Il lungo muso potrebbe essere stato usato da questo animale per aumentare l'idrodinamica del corpo, ma anche per migliorare il senso dell'olfatto.

## Classificazione
Rolfosteus appartiene ai placodermi, i pesci corazzati caratteristici del Devoniano. Le ridotte dimensioni facevano di questo animale uno dei più piccoli placodermi. Come anche Coccosteus e il gigantesco Dunkleosteus, Rolfosteus apparteneva al gruppo degli artrodiri, che raggruppava placodermi dal nuoto generalmente veloce e dalle abitudini carnivore.